# Lanleff
Lanleff är en kommun i departementet Côtes-d'Armor i regionen Bretagne i nordvästra Frankrike. Kommunen ligger i kantonen Plouha som tillhör arrondissementet Saint-Brieuc. År 2022 hade Lanleff 121 invånare.

## Befolkningsutveckling
Antalet invånare i kommunen Lanleff
Referens:INSEE